# Amegilla langi
Amegilla langi là một loài Hymenoptera trong họ Apidae. Loài này được Cockerell mô tả khoa học năm 1935.
Loài này phân bố ở Zimbabwe.